# Lijst van voetbalinterlands Bermuda - Suriname (vrouwen)
Deze lijst van voetbalinterlands is een overzicht van alle officiële voetbalinterlands tussen de nationale vrouwenteams van Bermuda en Suriname. De landen hebben tot nu toe één keer tegen elkaar gespeeld.

## Wedstrijden
| № | Plaats  | Datum       | Competitie                                       | Wedstrijd          | Uitslag |
| - | ------- | ----------- | ------------------------------------------------ | ------------------ | ------- |
| 1 | Leonora | 27 mei 2018 | Noord-Amerikaans kampioenschap 2018 kwalificatie | Suriname − Bermuda | 0 − 1   |

## Samenvatting
| Competitie                                  | Totaal gespeeld | Winst Bermuda | Gelijk | Winst Suriname | Doelsaldo Bermuda – Suriname |
| ------------------------------------------- | --------------- | ------------- | ------ | -------------- | ---------------------------- |
| Noord-Amerikaans kampioenschap kwalificatie | 1               | 1             | 0      | 0              | 1 − 0                        |
| Totaal                                      | 1               | 1             | 0      | 0              | 1 − 0                        |